# Mangrovefecske
A mangrovefecske (Tachycineta albilinea) a madarak osztályának a verébalakúak rendjébe, ezen belül a fecskefélék (Hirundinidae) családjába tartozó faj.

## Rendszerezése
A fajt George Newbold Lawrence amerikai amatőr ornitológus írta le 1863-ban, a Petrochelidon nembe Petrochelidon albilinea néven.

## Előfordulása
Mexikóban és Közép-Amerikában,  Belize, Costa Rica, Guatemala, Honduras, Panama, Salvador és Peruban honos. Természetes élőhelyei a szubtrópusi és trópusi mangroveerdők, tengerpartok, mocsarak, tavak, folyok és patakok környékén, valamint legelők. Állandó, nem vonuló.

## Megjelenése
Testhossza 11–12 centiméter, testtömege 10–16 gramm. Feje teteje, tarkója és válla kék-zöld árnyalatú. Torka és a hasa fehér, farka és repülő tollai feketés színűek.

## Életmódja
Nagyobb rovarokkal táplálkozik, mint például a repülő hangyák, bogarak és legyek. Szoros kapcsolatban van a nyitott, víz melletti területekkel.
|  |

## Szaporodása
Fészkét természetes vagy mesterséges üregekbe készíti víz közelében, általában 2 méter magasságba. Ilyen helyek közé tartoznak a faodúk, hasadékok és a hidak. Fészekalja 3–5 fehér tojásból áll, melyet 17 napig költ. A fiókákat mindkét szülő eteti, melyek a kikelés után 20–23 nappal hagyják el a fészket. Ez a faj nagyon agresszív természetű a szaporodási időszakban, a fészkek több száz méterre találhatók egymástól.

## Természetvédelmi helyzete
Az elterjedési területe nagy nagy, egyedszáma még nagy, viszont csökken. A Természetvédelmi Világszövetség Vörös listáján nem fenyegetett fajként szerepel.

## Fordítás
- Ez a szócikk részben vagy egészben  a   Mangrove Swallow című angol Wikipédia-szócikk fordításán alapul.  Az eredeti cikk szerkesztőit annak laptörténete sorolja fel. Ez a jelzés csupán a megfogalmazás eredetét és a szerzői jogokat jelzi, nem szolgál a cikkben szereplő információk forrásmegjelöléseként.